# جاك تشيك
جاك تشيك (بالإنجليزية: Jack T. Chick) هو ناشر أمريكي، ولد في 13 أبريل 1924 في Boyle Heights, Los Angeles ‏ في الولايات المتحدة، وتوفي في 23 أكتوبر 2016 في ألهامبرا في الولايات المتحدة بسبب السكري.

## وصلات خارجية
- جاك تشيك على موقع IMDb (الإنجليزية)
- جاك تشيك على موقع إن إن دي بي (الإنجليزية)